# مگس‌گیر آبی سولاوسی
مگس‌گیر آبی سولاوسی (نام علمی: Cyornis omissus) نام یک گونه از سرده مگس‌گیرهای آبی است.